# Монастир Санта-Марія-де-Уерта
Монастир Санта-Марія-де-Уерта (ісп. Monasterio de Santa María de Huerta) — цистерціанський монастир, розташований у місті Санта-Марія-де-Уерта, Іспанія. Він був оголошений пам'ятником культури (Bien-де-Interes) в 1882 році на виконання обіцянки, зробленої в облозі Коріа.
Перший камінь будівлі був закладений королем Кастилії Альфонсо VIII в 1179 році.

## Галерея

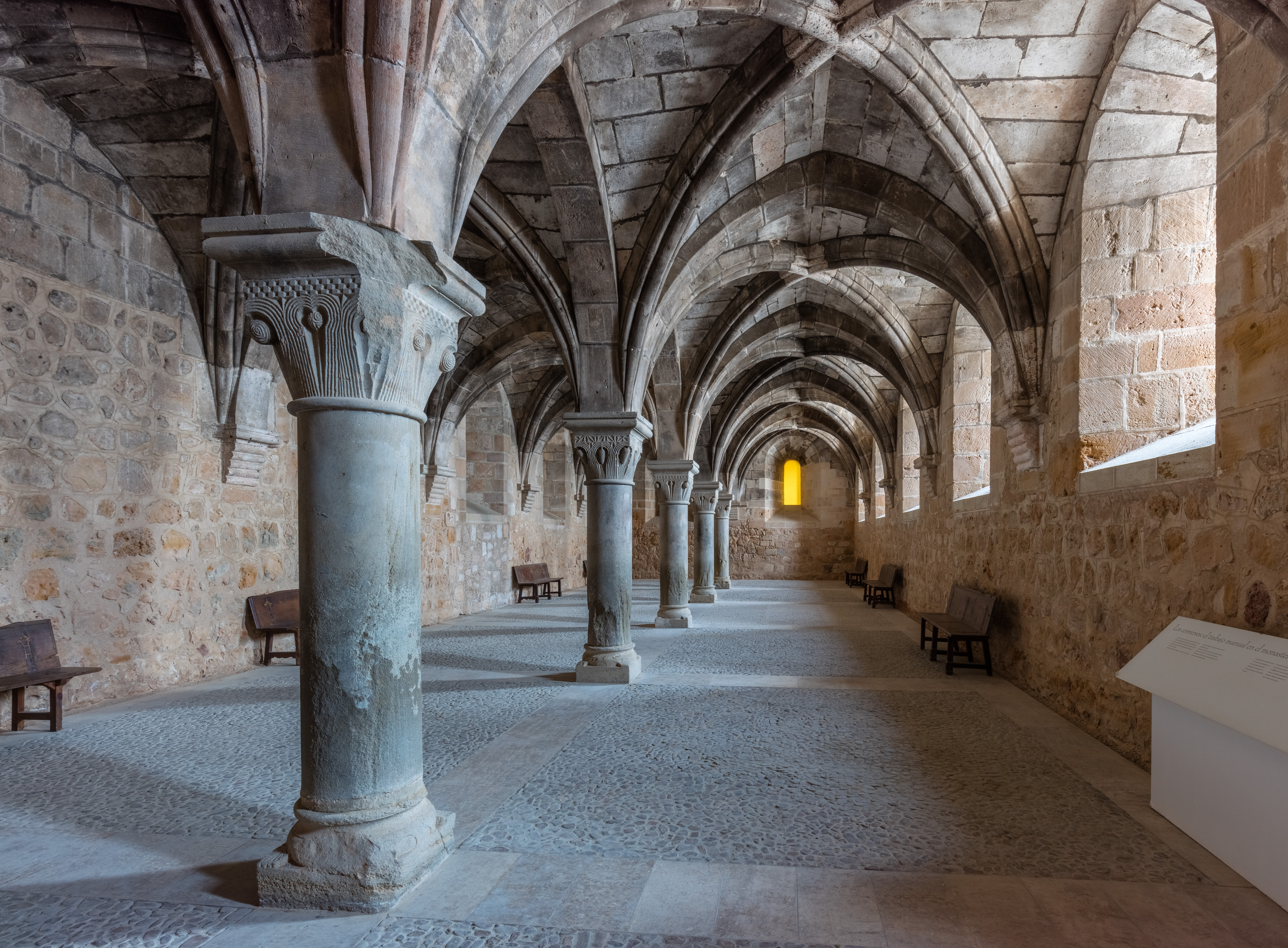
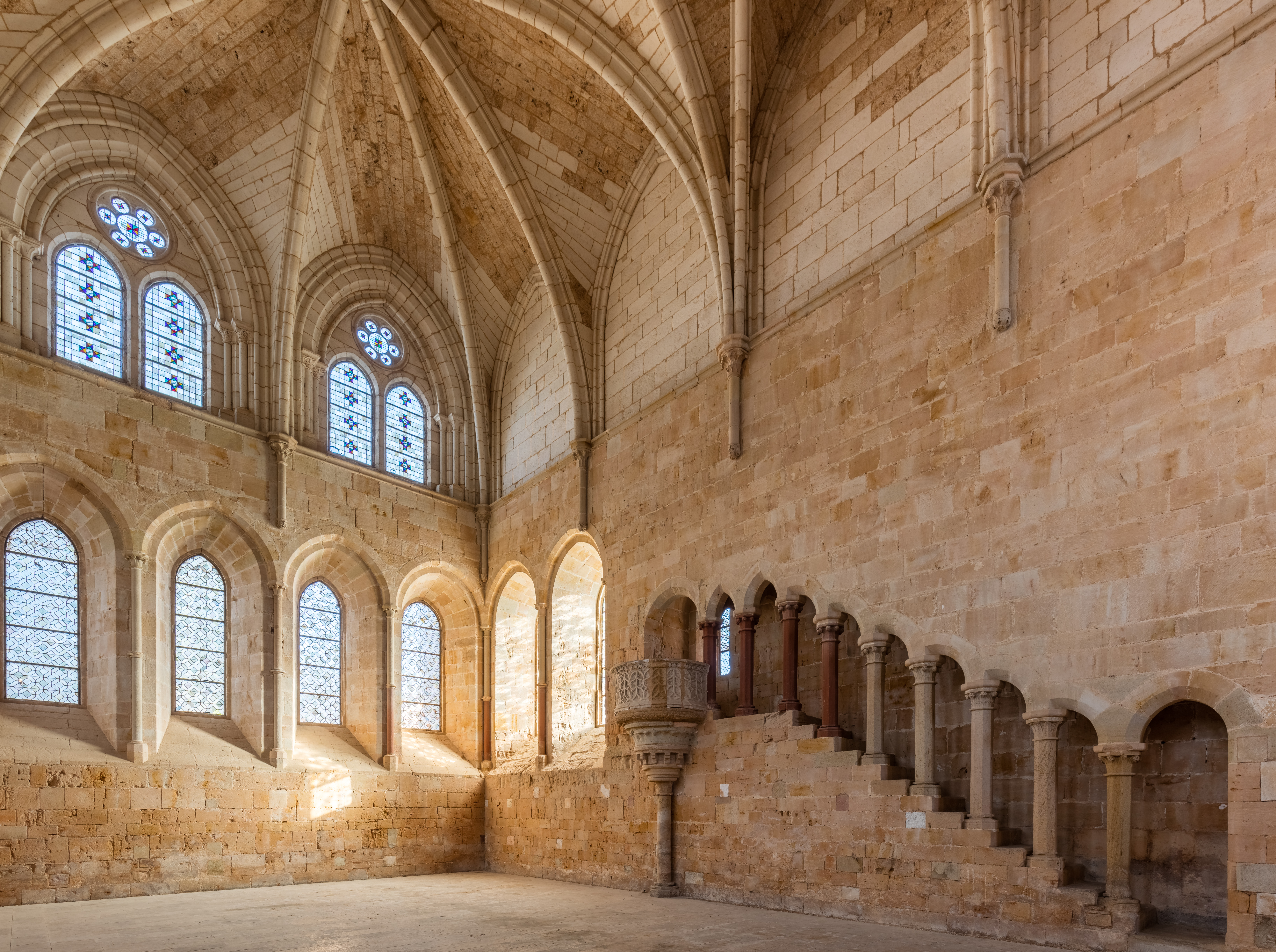
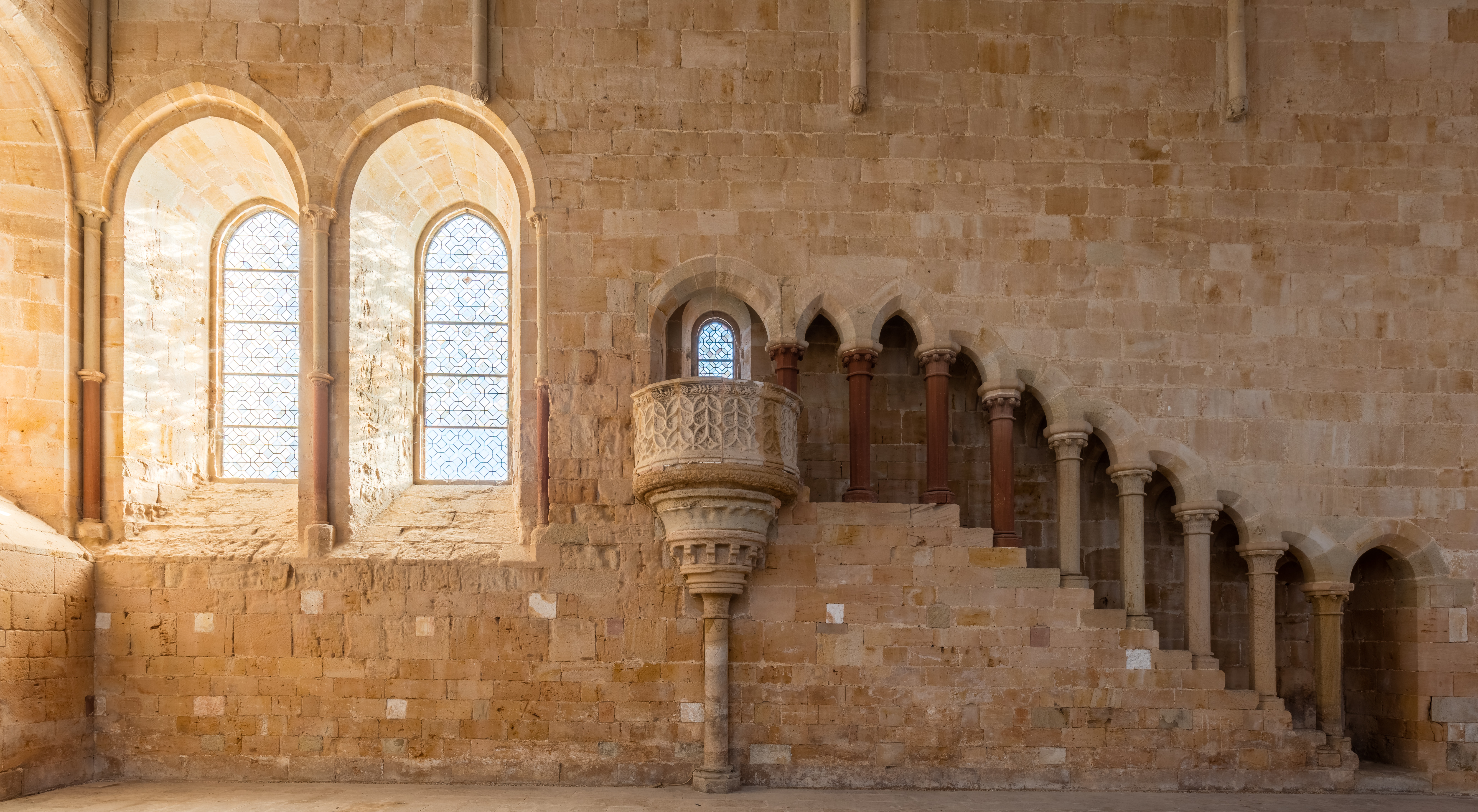
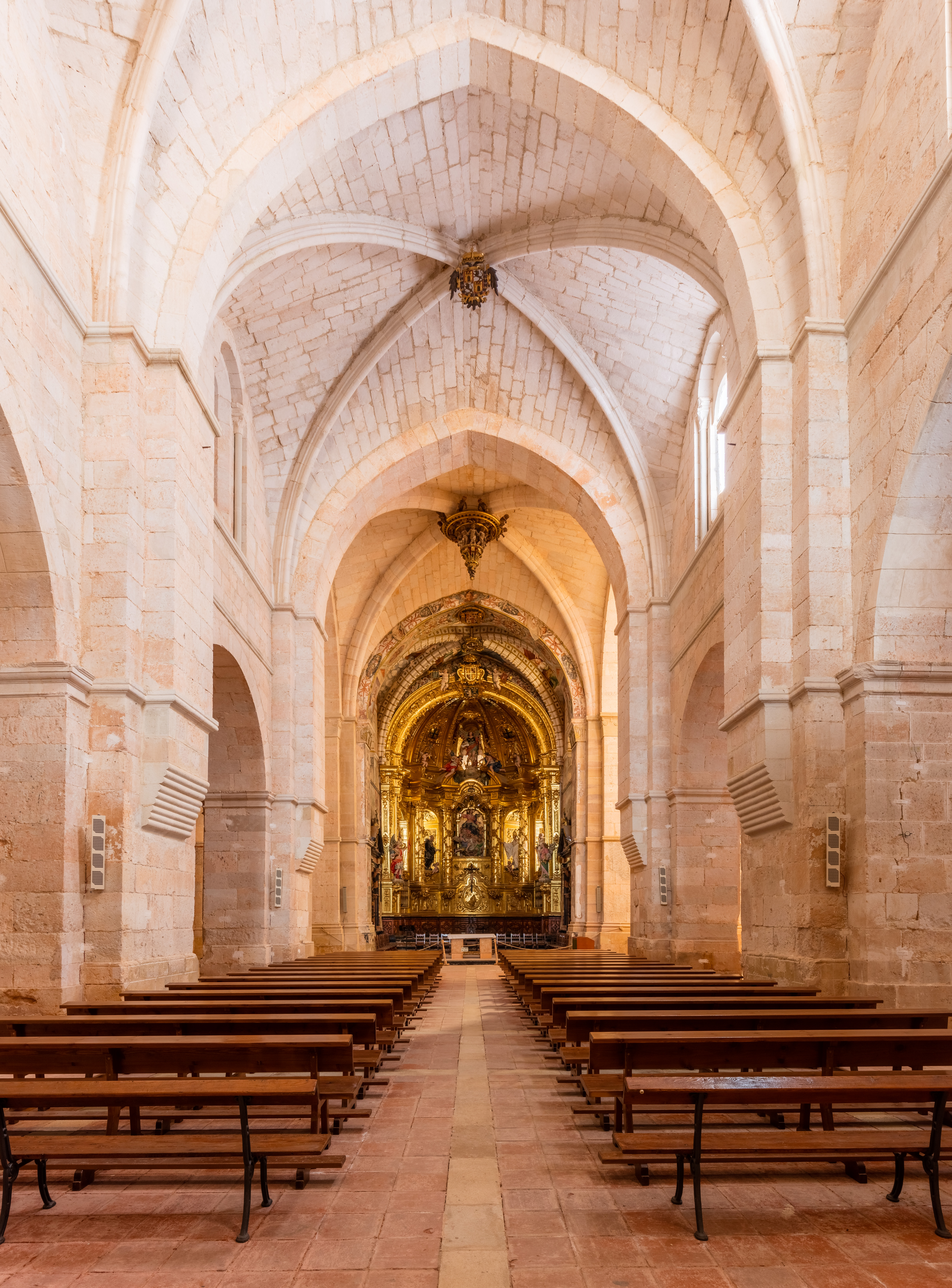
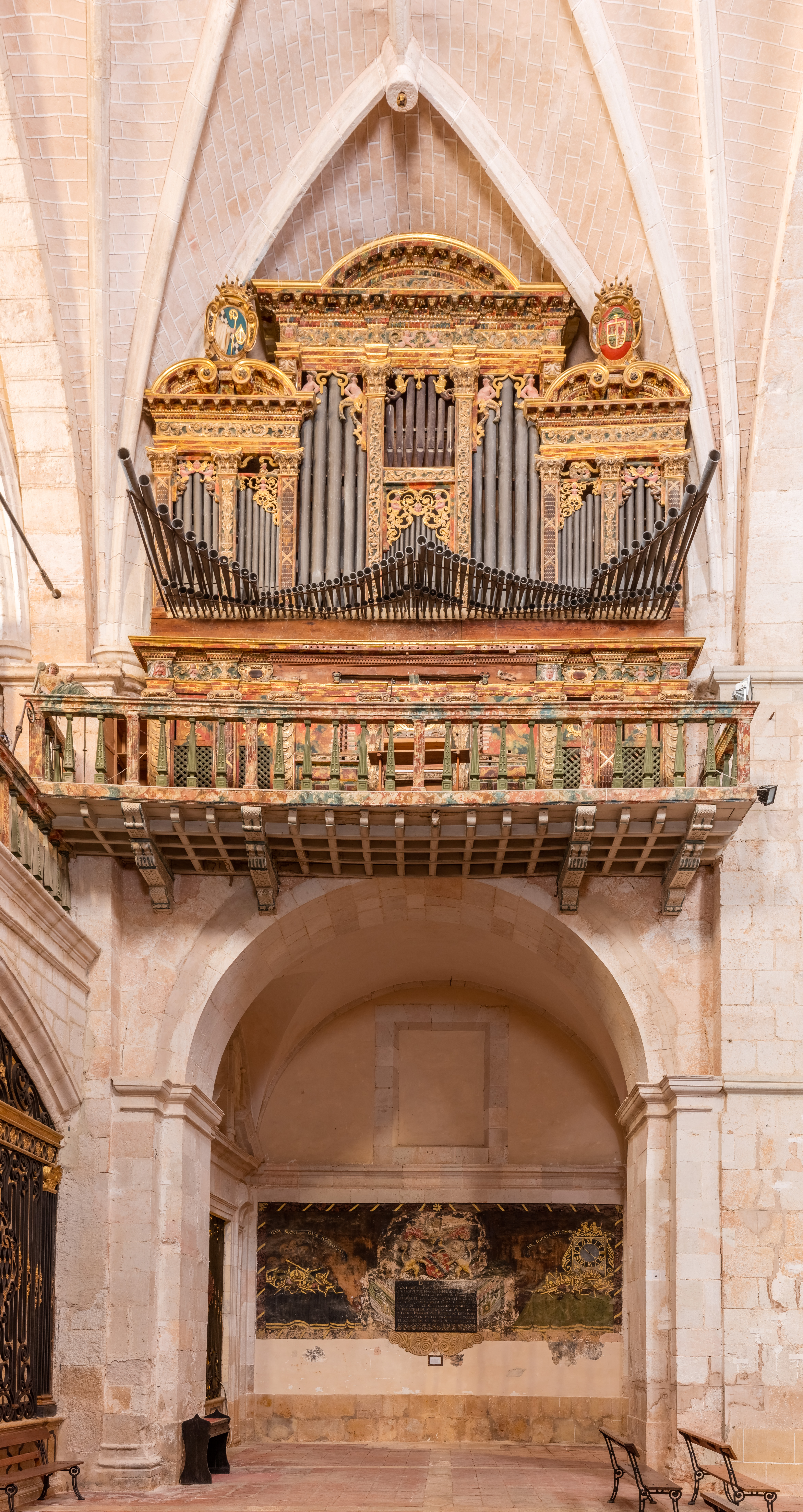
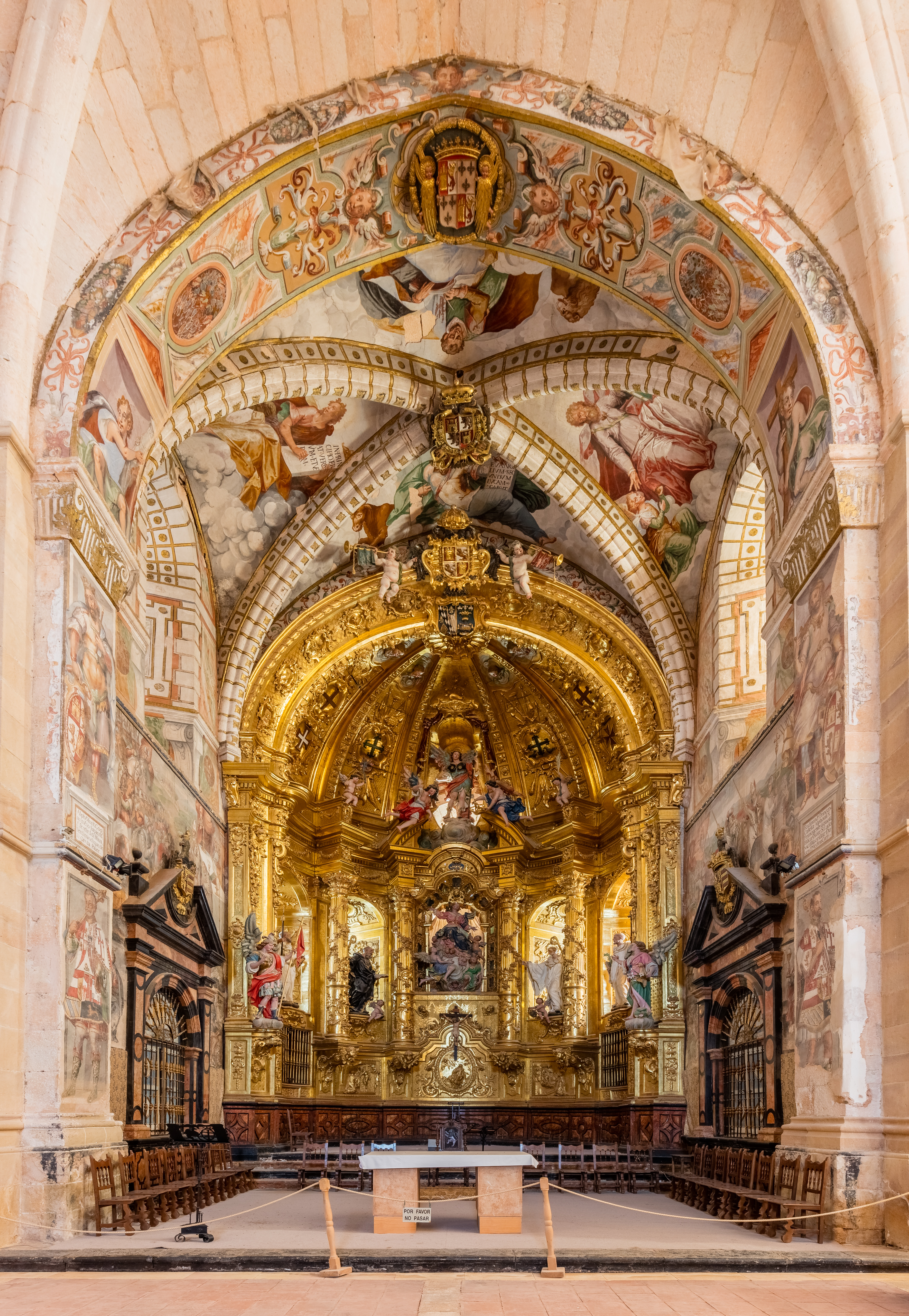